# 南秧雞
（英文），又名南島青水雞、南岛秧鸡、泰卡雞，是紫水雞屬的一種鳥類，分布于包括澳大利亚、紐西兰，塔斯马尼亚及其附近的岛屿。曾於1898年被認為經已滅絕，後於1948年再次被發現。

## 特徵

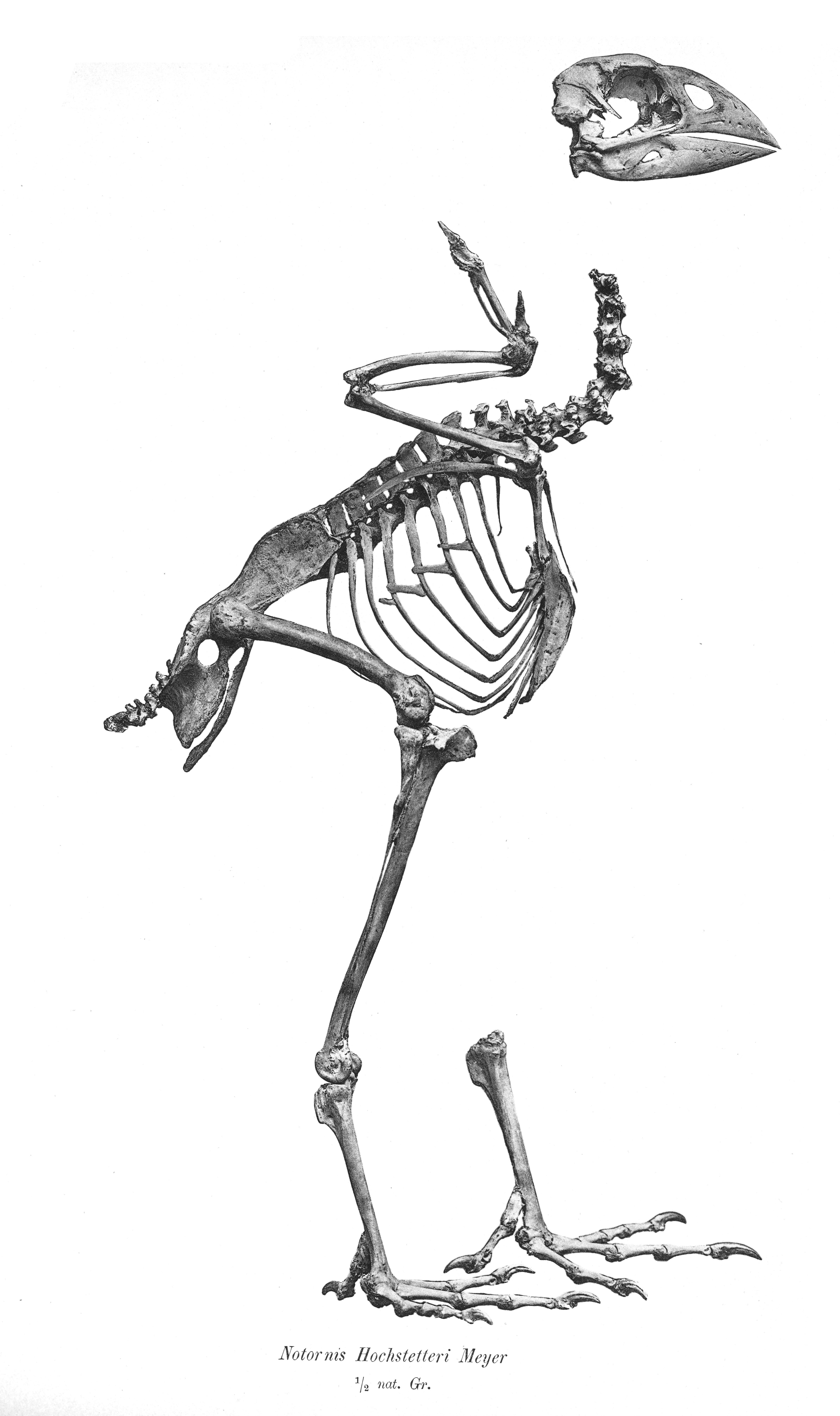
骨骼

巨水鸡身材壮硕行动笨拙，红腿，黄嘴的根部有鲜红的瘤，翅膀蓝紫色，不能飞行。身长为63（25英寸）左右，站立時高約50（20英寸），重约为3公斤，很强壮，有着坚硬的鸟喙和强壮的腿。鼻沟浅而宽，鼻孔小而圆，在鼻沟前部下方，额甲宽大，后缘呈截形。翅圆形，第2枚、第3枚和第4枚初级飞羽最长，并几乎等长；第1枚和第6枚或第7枚初级飞羽等长。跗蹠和趾都长而有力；能用脚趾抓住和操纵食物，两性同型，体羽为紫色或蓝色，尾下覆羽白色。它们的腿又细又长，其中腿高占身高的一半以上，非常适于在草丛行走。

## 雌雄差异
雄性全身覆盖着漂亮的紫色羽毛，嘴和头的顶部及腿为朱红色。雌性和雄性的颜色截然不同，全身为灰褐色。

## 习性，繁殖

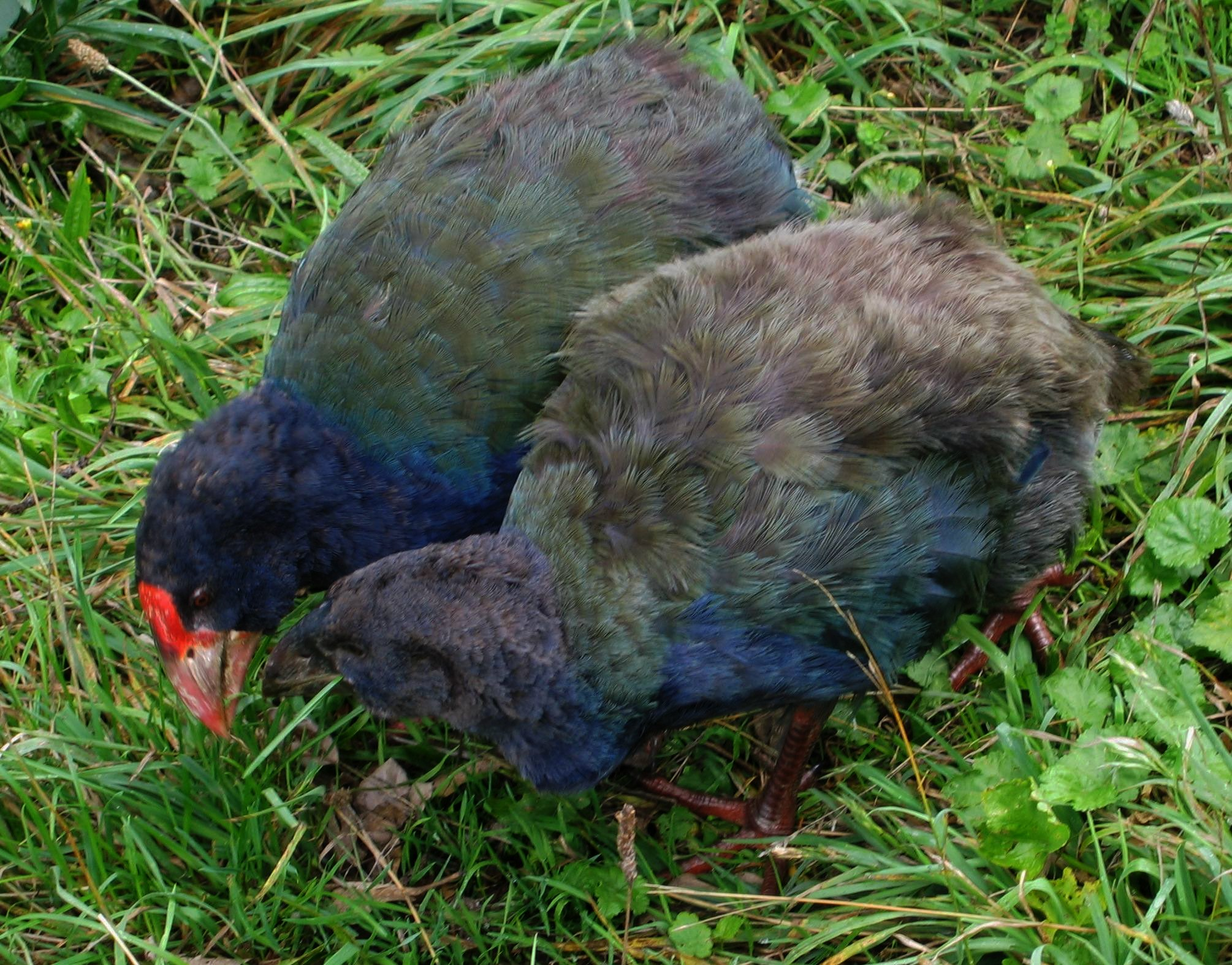
成鳥與幼鳥

一般独居，栖息于新西兰南岛的高山草地环境中，脚上虽然没有蹼，但也会游泳、潜水。它们生活在杂草繁茂的地方，有时也会到较宽阔的水面附近去寻找食物。其食物以植物为主，也食一些螺类和水栖昆虫。繁殖季节雌雄同居，由雄鸟造巢。雌鸟在巢造好后便可产下5-10枚卵，夫妻双方轮流孵化3周后，雏鸡就会出壳。

## 保育现状
在新西兰的保护区内受严格保育措施，数量正在回升，由2013年的263隻升至2019年共418隻。截至2023年，全紐西蘭約有500隻南秧雞，每年以8%的速度成長。2023年，紐西蘭政府與當地的纳塔胡部落合作，放歸了9對南秧雞。